# Алафтаргил, Атакан
Атакан Алафтаргил (тур. Atakan Alaftargil, 9 ноября 1976, Эрзурум, Турция) — турецкий горнолыжник. Участник зимних Олимпийских игр 2002 года.

## Биография
Атакан Алафтаргил родился 9 ноября 1976 года в турецком городе Эрзурум.
Начал заниматься горнолыжным спортом в 6 лет. 17 раз выигрывал чемпионат Турции. Окончил университет Ататюрка в Эрзуруме по специальности «физическое воспитание и спорт».
В 2001 году завоевал олимпийскую лицензию на чемпионате мира в Санкт-Антоне.
В 2002 году вошёл в состав сборной Турции на зимних Олимпийских играх в Солт-Лейк-Сити. Выступал в слаломе. В первом заезде показал 48-й результат (1 минута 3,10 секунды), во втором - 32-й результат (1.07,26). По сумме заездов показал 32-е время среди 33 финишировавших участников, опередив только венгра Петера Венце и уступив 29,30 секунды чемпиону Жану-Пьеру Видалю из Франции. Был знаменосцем сборной Турции на церемонии открытия Олимпиады.
Преподаёт на факультете спортивных наук университете Ататюрка. Занимается развитием горнолыжного спорта в стране, руководит одним из старейших лыжных клубов Турции «Эрзурум», где дают как базовое любительское, так и специализированное спортивное образование. Ставит цель подготовить турецких горнолыжников, которые будут участвовать в 2022 году в зимних Олимпийских играх в Пекине. Выступает в ветеранских соревнованиях.

## Семья
Происходит из горнолыжной семьи. Отец Ильхани владел магазином лыжного снаряжения на горе Паландокен, а трое старших братьев занимались лыжами. Один из них, Ариф Алафтаргил (род. 1973) в 1998 году участвовал в зимних Олимпийских играх в Нагано.